# 365.hanoi.nk
365.hanoi.nk là album thứ ba của ca sĩ Ngọc Khuê, được nhiều người biết đến qua chương trình Sao Mai điểm hẹn. Tựa đề album như một địa chỉ blog lưu giữ những gì thân quen nhất về Hà Nội, đó chính là tư tưởng xuyên suốt album này.
Phải mất 2 năm, Ngọc Khuê mới hoàn thành phần chọn bài, ghi âm và phát hành.

## Các bài hát & tác giả
1. "Mãi vẫn là tuổi thơ Hà Nội" (Nguyễn Cường)
2. "Lãng đãng chiều đông Hà Nội" (Phú Quang, thơ: Tạ Quốc Chương)
3. "Đêm tựa cửa" (Ngọc Đại, thơ: Vi Thùy Linh)
4. "Hà Nội đêm mùa đông" (Hoàng Phúc Thắng)
5. "Cốm làng Vòng" (Lê Minh Sơn)
6. "Hà Nội" (Nguyễn Vĩnh Tiến)
7. "Áo trắng em qua" (Lê Minh Sơn)
8. "Nồng nàn Hà Nội" (Nguyễn Đức Cường)
9. "Cảm giác yêu" (Nguyễn Vĩnh Tiến)
10. "Gọi tôi Hà Nội" (Trịnh Minh Hiền)

### Danh sách thực hiện
- Hoà âm: Phan Cường, Lê Minh Sơn
- Piano: Trần Mạnh Hùng, Xuân Phương, Trọng Nghĩa
- Guitar: Lê Minh Sơn, Trần Đức Minh, Thanh Phương, Việt Dũng, Long Thi
- Guitar bass: Phan Kiên
- Trống: Phan Cường
- Trang điểm: Helen Thuy
- Hình ảnh: Trọng Tài, Hà Kin
- Thiết kế: Hồ Nguyên Minh

## Giải thưởng
Tháng 12 năm 2008, album nhận được giải thưởng Album nghệ thuật xuất sắc do Hội đồng Nghệ thuật của chương trình Album Vàng bình chọn, cùng các đánh giá ca ngợi về tính thống nhất của tất cả bài hát trong album nhằm tôn lên chủ đề chính.
Với "Nồng nàn Hà Nội", nhạc sĩ trẻ Nguyễn Đức Cường đã giành được giải thưởng thể nghiệm sáng tạo của Bài hát Việt năm 2007.
Nhiều bài hát trong album là tác phẩm dự thi trong chương trình Bài hát Việt: "Nồng nàn Hà Nội" (2007), "Gọi tôi Hà Nội" (2008)...